# 日産・ピノ
ピノ (PINO) は、日産自動車が2007年（平成19年）から2010年（平成22年）の3年間販売していた軽自動車である。スズキからのOEM車種で、ベース車は6代目アルト。同様にスズキからマツダにOEM供給されていた5代目キャロルとも姉妹車になる。

## 概要
日産は2006年6月2日に、スズキとの間で完成車の相互供給に関する提携強化策を発表していた。その中の一環として、軽自動車ラインナップ強化を目的としてモコ（スズキ・MRワゴン）、クリッパー、オッティに次ぐ、日産4番目の軽自動車として2007年1月から販売を開始した。相互供給の関係で、スズキは日産からセレナのOEM供給を受け、ランディをピノと同日に発売した。
20代前半の女性をメインターゲットに想定し、日産の乗用車では一番安い86.1万円（E・5MT車）からの価格設定としていた。また、日産の安全基準に基づき、全車にABSを標準装備していた。発売時には月販2,500台を目標としていると発表された。さらに、ソニープラザとのコラボレーションにより「pinoshop.jp」のアドレスでオンラインショップも開設された。
アルトやキャロルと異なる点として、日産車特有のフロントグリルを採用した他、バンパーやホイールキャップのデザイン、シート生地等を変更している。
2009年12月16日にベース車であるスズキ・アルトが、翌17日にOEM車であるマツダ・キャロルが相次いでフルモデルチェンジし、ピノは旧型のまま販売を続けていたが、2010年1月29日にカタログラインナップから削除され、販売を終了した。また、フルモデルチェンジを受けていなかったために1代・3年の短命であった。

## ラインアップ
グレード体系は「S」と「E」の2種類（4WD車は「S FOUR」並びに「E FOUR」となる）で、「S/S FOUR」はアルトの「G II」に、「E/E FOUR」はアルトの「X」に相当する。（ただし、両グレードとも同じフロントフェイスを採用する）なお、アルトの「E」、「E II」に相当するグレードや商用モデルのバンは用意されない。
「E」、「E FOUR」はフルレンジ電子制御4速ATを採用している他、内装も一部変更、ドアサッシュもブラックアウト仕様となる。「S」および「S FOUR」にはそれぞれ3速ATと5速MTの2種類が用意された。

## 型式 HC24S型（2007年 - 2010年）

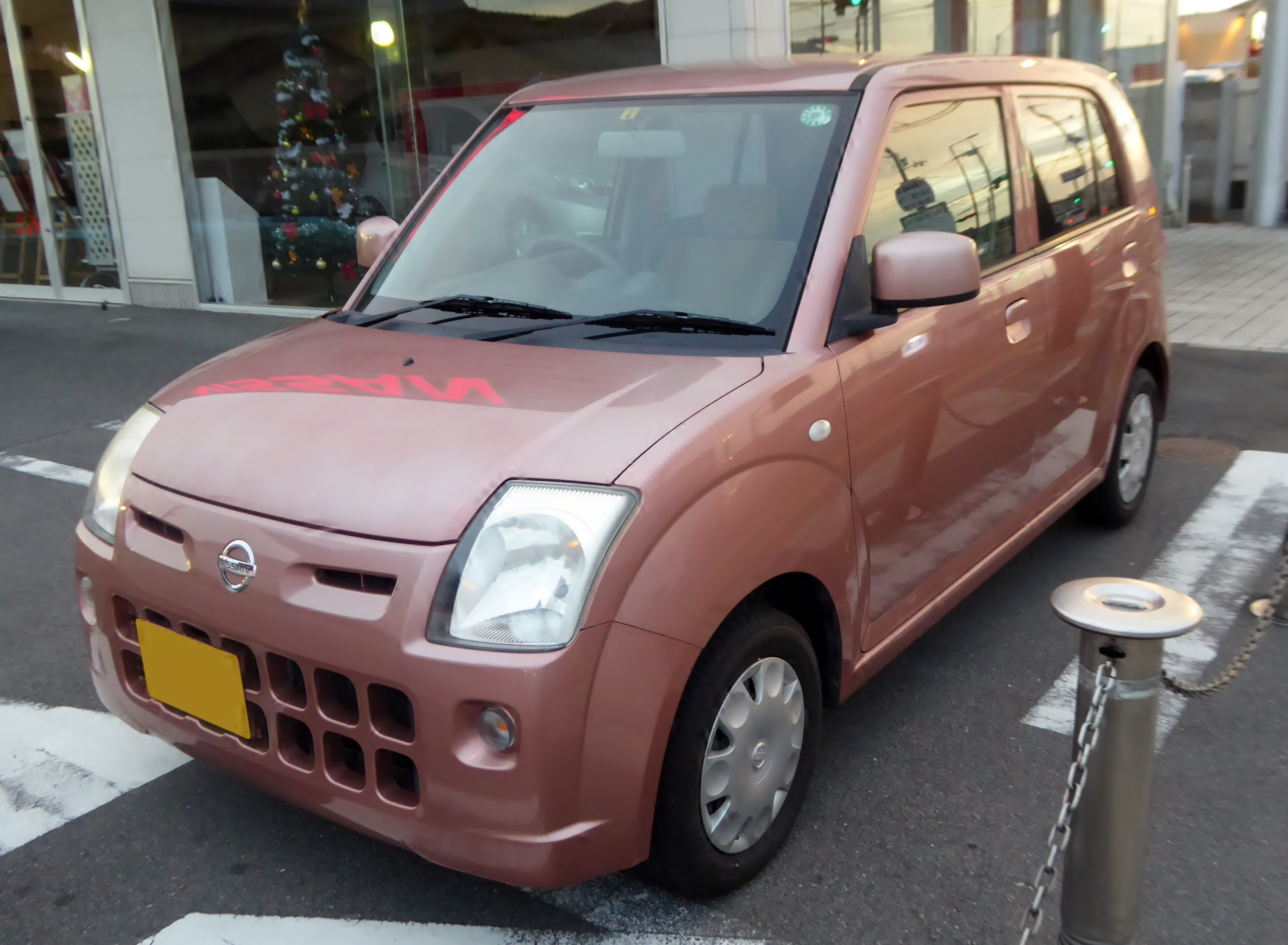
E（フロント）
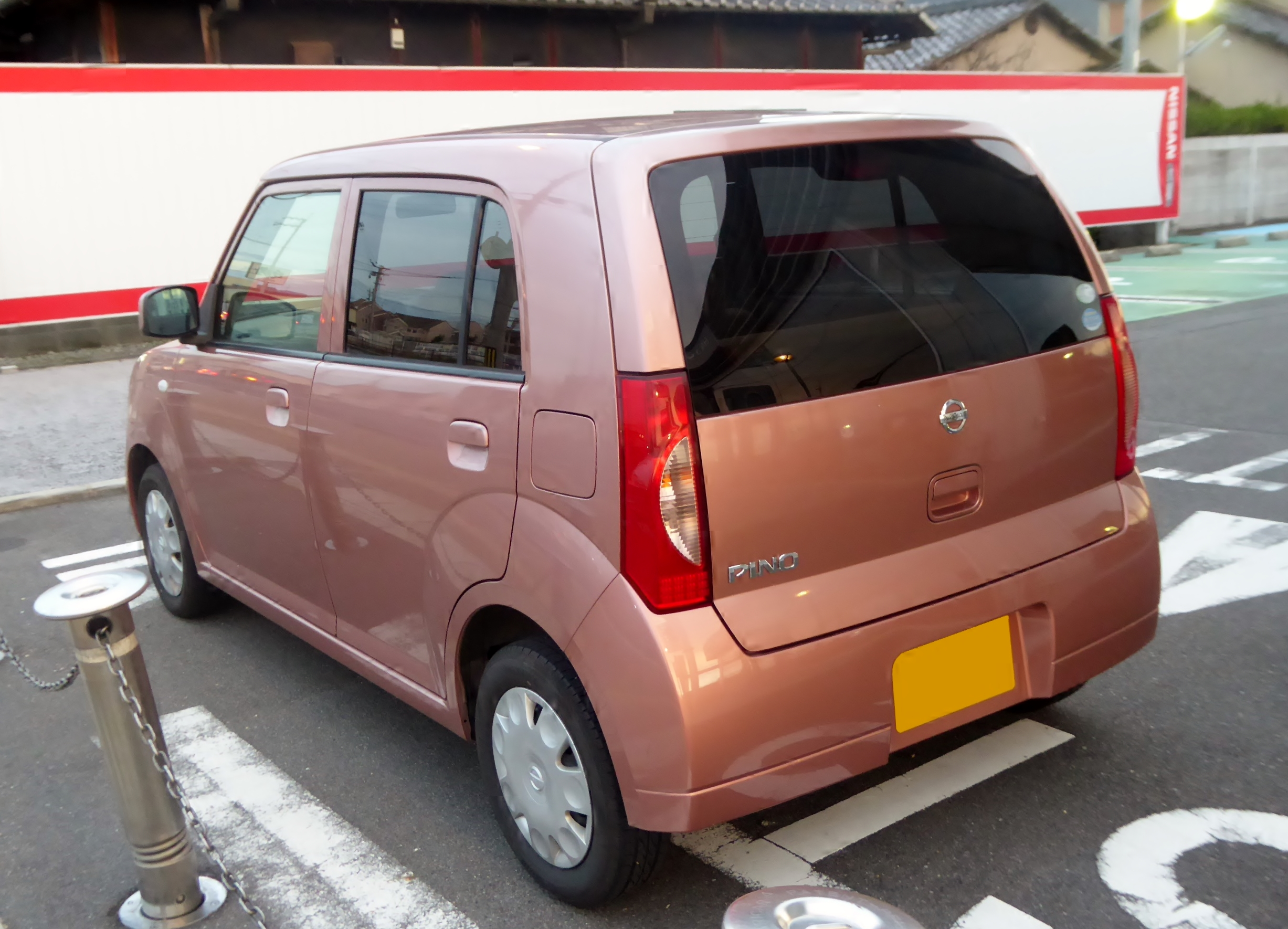
E（リア）

2007年1月22日
販売開始。
2008年6月
仕様変更により、ボディカラーが変更。
（補足）2009年11月
アルト、およびキャロルと共に生産終了。以後、在庫のみの対応となる。
（補足）2009年12月
アルトとキャロルが新型にフルモデルチェンジ。
2010年1月29日
販売終了に伴いホームページの掲載終了。累計販売台数は約6万4400台。その後の代替は2代目モコ、および2代目オッティがその役割を担うこととなった。 - E（フロント）
- E（リア）

## 車名の由来
イタリアの作家・カルロ・コッローディの童話作品、「ピノキオ」から。ピノキオのように長く愛され一緒に成長していける「友達」という意味を込めて命名された。